# 道谷
38°42′S 272°06′W / 38.7°S 272.1°W

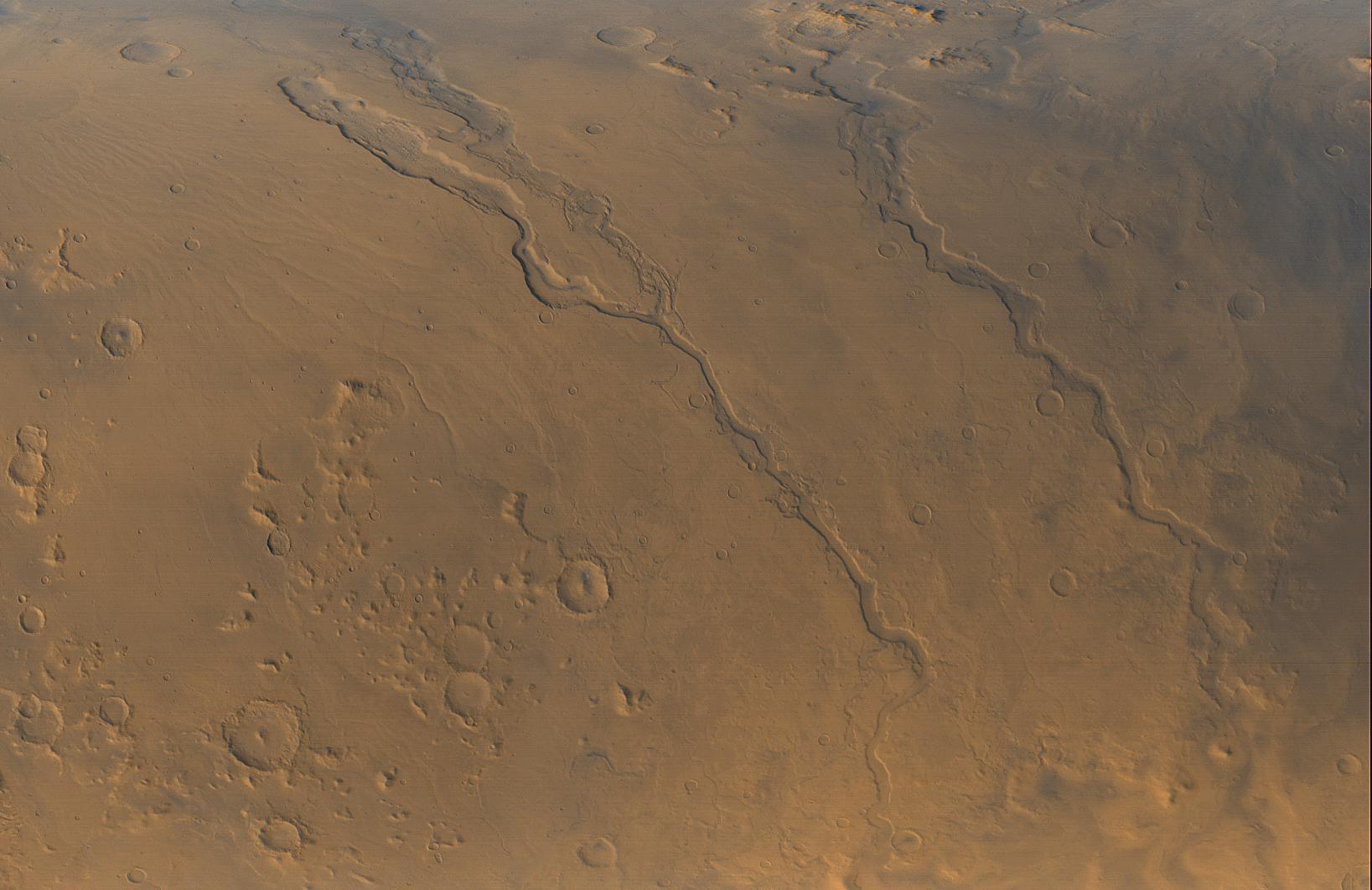
道谷是影像中最左邊的河道，該峽谷和中間上方的尼日谷會合，每個河道流向都是影像下方。

道谷（Dao Vallis）是火星上一個被認為流水侵蝕形成的峽谷，中心座標38.7S°, 272.1W°，長度816公里。以泰語的恆星命名。

## 地理
該峽谷往西南向流入希臘平原，被認為是一条溢出河道。道谷和它的分支尼日谷總長度1200公里。

## 形成
道谷開始於一座大型火山哈德里亞卡山（Hadriaca Patera）附近，因此一般認為它的水來源是高溫岩漿熔化了大量地下的冰。大多數的水都在非常大規模的外流中留出。影像中道谷左側部分的圓形沉陷被認為是地下水掏蝕，並且使水量逐漸增加。

## 流行文化中的道谷
2007年的一部加拿大科幻迷你影集《火星競賽》（Race to Mars）中，太空人在道谷的登陸與科學研究站叫作「加加林站」。

## 圖集

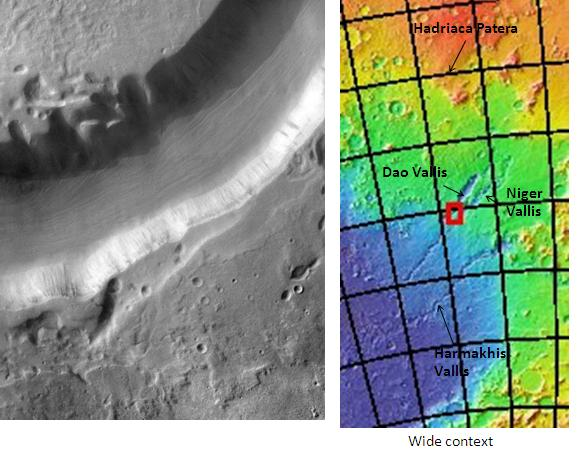
熱輻射成像系統拍攝的道谷部分區域。點選看大圖可見道谷和其他附近地理特徵的關係。

## 外部連結
- Google Mars map centred on Dao Vallis （页面存档备份，存于）.